# Parafia św. Antoniego Padewskiego w Przewrotnem
Parafia św. Antoniego Padewskiego w Przewrotnem − parafia rzymskokatolicka z siedzibą w Przewrotnem, znajdująca się w diecezji rzeszowskiej w dekanacie Głogów Małopolski. Parafię erygowano w 1533 roku.

## Historia
Pierwszy drewniany kościół pod wezwaniem św. Marii Magdaleny został wybudowany przez P. Korzeniowskiego w 1509 roku, a proboszczem erygowanej w 1533 r. parafii, został ks. Antoni de Niemierza. Nie wiadomo, gdzie świątynia była usytuowana.
13 października 1634 r. biskup Tomasz Oborski konsekrował drugi kościół pod wezwaniem Świętej Trójcy. Był to także kościół drewniany, kryty gontem, ale na murowanym fundamencie. Zbudowany został na planie krzyża, był znacznie większy od poprzedniego i miał bardzo bogaty wystrój. Stał na środku cmentarza, obecnie niegrzebalnego (dolny cmentarz). W czasach swojej świetności posiadał 7 ołtarzy i boczne kaplice.
W 1818 r. ks. Paweł Tyrski rozpoczął budowę obecnego, murowanego kościoła parafialnego pod wezwaniem św. Antoniego Padewskiego, a zakończył ją w 1823 r. ks. Antoni Sokalski. Świątynia została konsekrowana 24 czerwca 1859 roku przez biskupa Franciszka Ksawerego Wierzchlejskiego, ordynariusza przemyskiego.

## Zasięg parafii
Do parafii należą wierni z miejscowości: Przewrotne, Hucisko z kaplicą dojazdową pw. Matki Bożej Nieustającej Pomocy i Pogwizdów Stary z kaplicą dojazdową pw. św. Stanisława.